# Segmentový displej

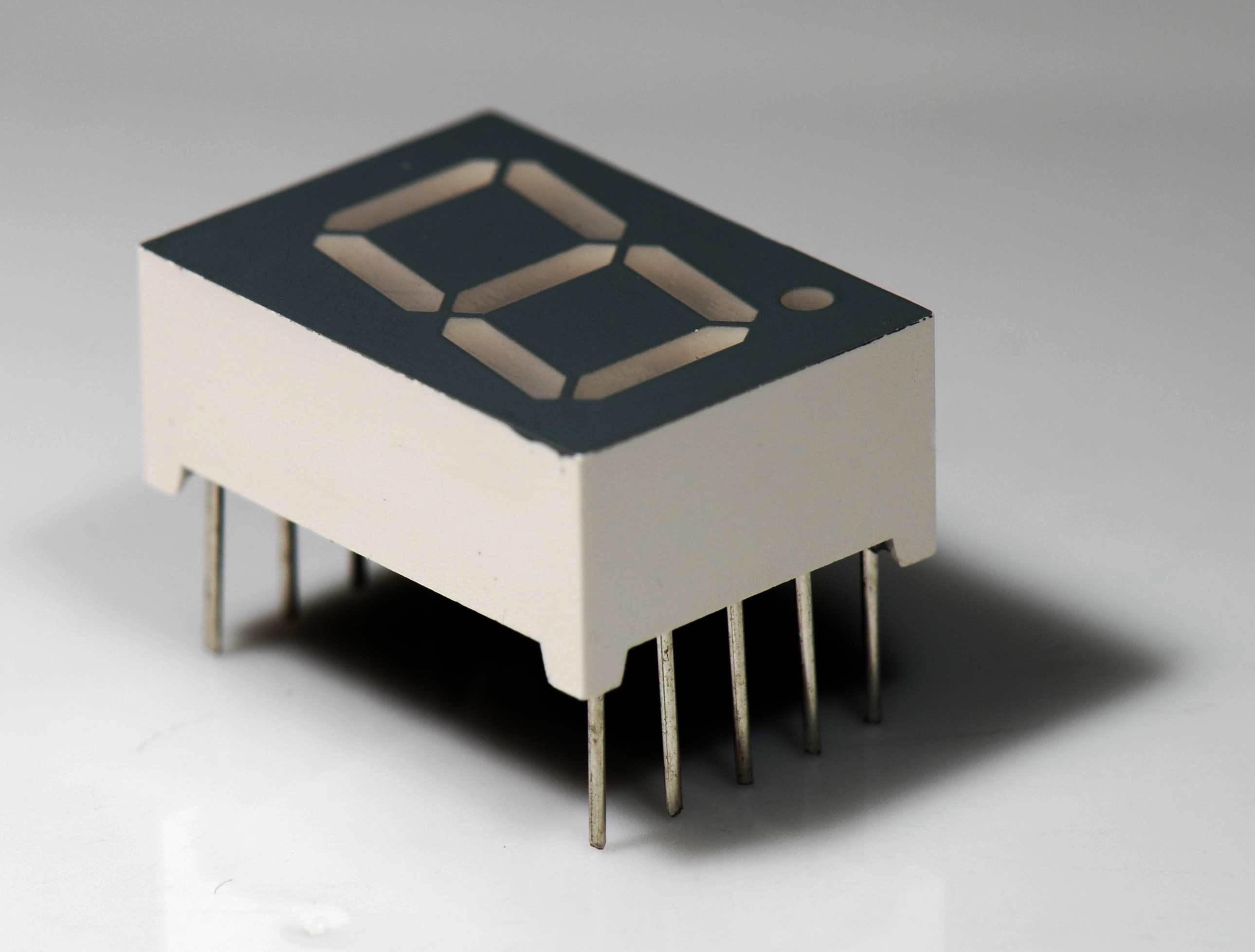
Sedmisegmentový displej jako komponenta pro pájení do integrovaných obvodů. Osmým segmentem je desetinná tečka.

Segmentový displej je elektronické zobrazovací zařízení, které zobrazuje znaky sestavené z částí zvaných segmenty. Tyto segmenty mohou být například tvořeny LED, OLED, nebo tekutými krystaly; existují i velké displeje, zobrazující segmenty mechanicky (například u čerpacích stanic). Nejběžnější je sedmisegmentový displej, u kterého 7 segmentů slouží ke zobrazení číslic 0–9.

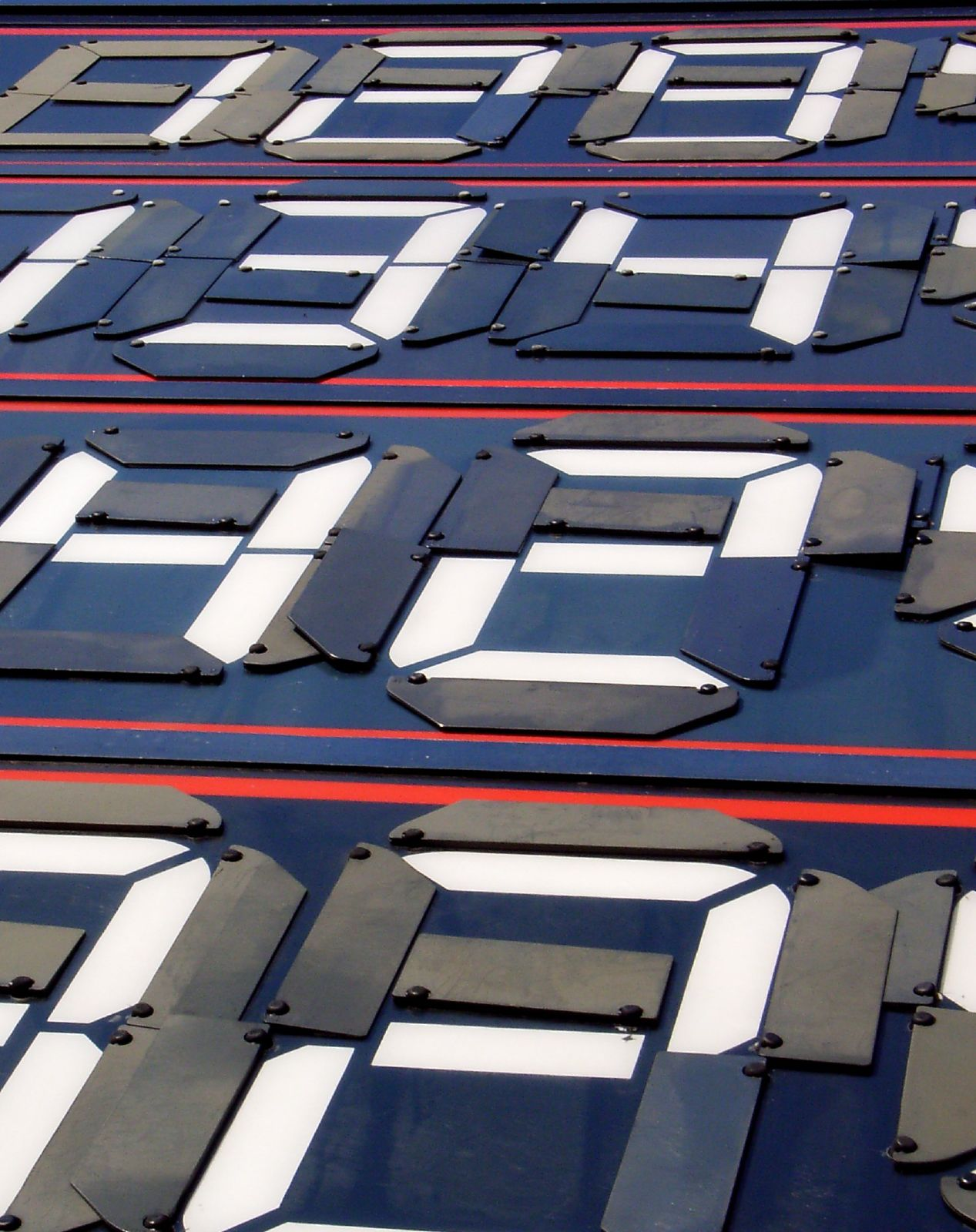
Mechanický sedmisegmentový displej.
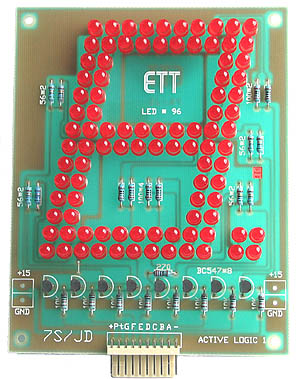
Sedmisegmentový displej ze skupinek světelných diod.
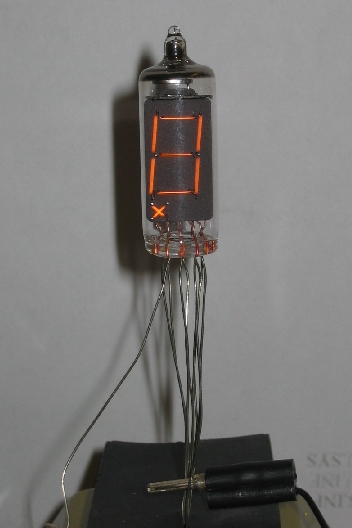
Sedmisegmentový displej ze žárovkových vláken.
Devítisegmentový displej.
Čtrnáctisegmentový displej se svislými prostředními a spojenými vodorovnými segmenty.
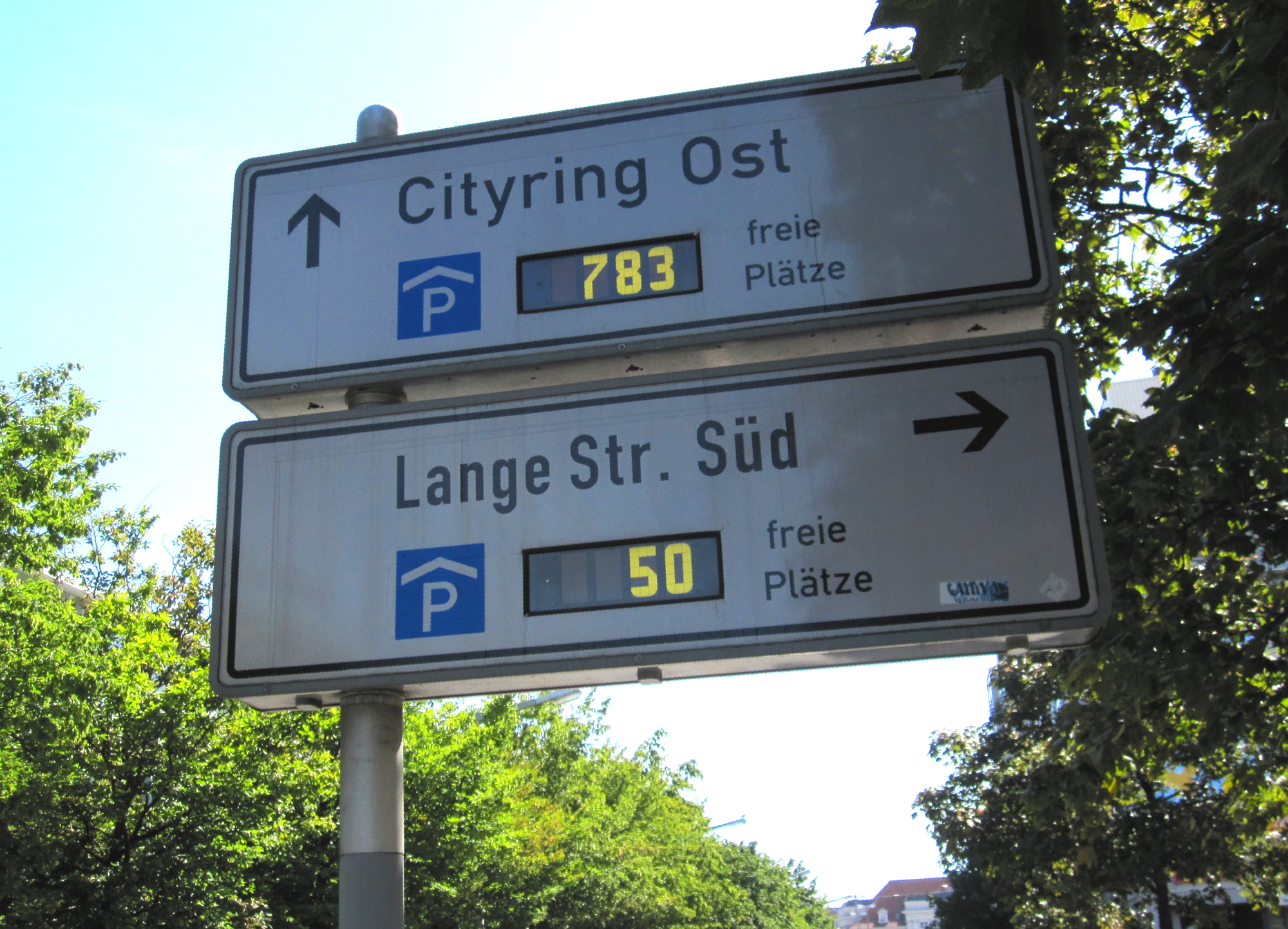
Patnáctisegmentový displej.
Šestnáctisegmentový displej.

## Princip
Jednotlivé segmenty mohou být zapnuty nebo vypnuty. Kombinací vypnutých a zapnutých segmentů můžeme docílit zobrazení arabských číslic, hexadecimálních číslic, případně i dalších písmen a znaků. Platí: čím více segmentů displej má, tím více kombinací (a znaků) je schopen zobrazit. Nejčastější displeje podle počtu segmentů jsou:
- sedmisegmentový – pro zobrazení číslic (v dekadické a hexadecimální soustavě); nejjednodušší na zapojení a ovládání (pro elektro-nadšence); zdaleka nejpoužívanější
- devítisegmentový – oproti sedmisegmentovce obsahuje dva šikmé segmenty uprostřed; pohodlnější zobrazení číslic; pro zobrazení textu stále nevhodný; použití např. ve výtazích
- čtrnáctisegmentový – obsahuje čtyři šikmé vnitřní segmenty směřující do středu znaku; nejčastější dvě verze – se spojenými horizontálními a středními vertikálními segmenty nebo s rozdvojenými horizontálními segmenty a bez středních vertikálních; používaný například ve výtazích a v autorádiích; vedle číslic postačuje na zobrazení ostatních písmen latinky, zpravidla jen kapitálky
- patnáctisegmentový – rozložení segmentů je takové, aby rozlišovalo ostré hrany a oblouky znaků; používá se v případě elektronických návěstidel u silnic nebo informačních tabulí, třeba pro příjezdy/odjezdy vlaků či autobusů na nádražích
- šestnáctisegmentový – oproti čtrnáctisegmentovému má jak střední vertikální, tak rozdělené horizontální segmenty; někdy přezdívaný jako „Union Jack“ pro podobnost s vlajkou Spojeného království; vhodný pro zobrazení číslic i latinky (kapitálek); použití např. v autorádia, DVD přehravače, výtahy, multimetry

## Použití

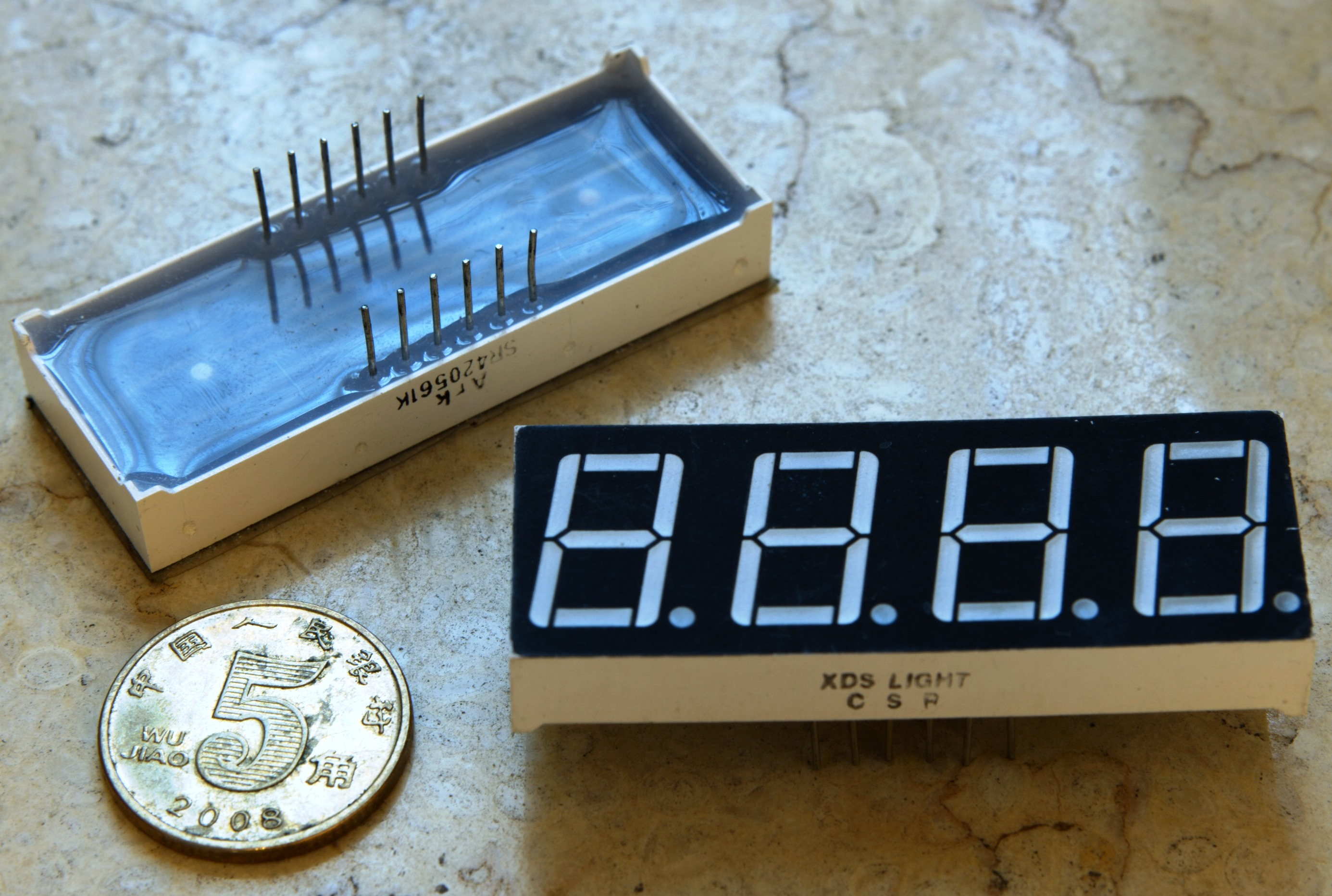
Blok čtyř „sedmisegmentovek“.

Segmentové displeje se používají jako výstupní zobrazovací zařízení v elektronických zařízeních, přístrojích nebo obvodech – všude tam, kde je potřeba zobrazovat jakýkoli stav, signál, hodnotu, … ve formě čísla nebo krátkého textu. Například v přístrojích ukazujících čas (digitální hodinky, rádio s budíkem, hodiny v autě, kalkulačka apod.). Mají většinou nízkou spotřebu. Segmentové displeje se vyrábějí pro použití do integrovaných obvodů buď v blocích několika (2, 3, 4) číslic modulárně po číslicích, které lze livobolně skládat.